# Xylion medius
Xylion medius är en skalbaggsart som beskrevs av Pierre Lesne 1923. Xylion medius ingår i släktet Xylion och familjen kapuschongbaggar. Inga underarter finns listade i Catalogue of Life.